# Thomas Barbusca
Thomas Barbusca (Toms River, 3 marzo 2003) è un attore statunitense famoso per aver interpretato il ruolo di Chip Pemberton nella sitcom The Mick.
Ha anche recitato nel film Scuola media: gli anni peggiori della mia vita e ha interpretato Drew nella serie televisiva di Netflix Wet Hot American Summer: First Day of Camp. Ha anche recitato nella quinta stagione di American Horror Story.

## Biografia

### Primi anni
Thomas Barbusca è nato a Toms River, New Jersey, il 3 marzo 2003. Figlio di Louie e Debra Re Barbusca, ha una sorella maggiore, Brielle, anch'essa attrice. Attualmente vive in California. È di origini italiane.

### Carriera
All'età di sei anni si è trasferito a Los Angeles con la famiglia quando la sorella entrò a far parte del cast della serie televisiva The Starter Wife. Notato da alcune agenzie pubblicitarie, Thomas iniziò a comparire in alcuni spot commerciali, come quelli dei prodotti Dominos, Ford, Kraft, J. C. Penney e Lunchables.
Ha esordito come attore nel 2012 recitando sia nel cortometraggio Microeconomics che in un episodio della serie televisiva Conan.
Nel 2016 è entrato a far parte del cast della serie televisiva The Mick nel ruolo di Chip Pemberton. In quello stesso anno ha anche recitato nel film Scuola media: gli anni peggiori della mia vita tratto dall'omonimo romanzo di James Patterson e Chris Tebbetts.
Ha recitato prevalentemente in serie televisive come Body of Proof, The New Normal, Sam & Cat, Grey's Anatomy, Shameless, Wet Hot American Summer: First Day of Camp, American Horror Story, Arrested Development - Ti presento i miei, The Real Bros of Simi Valley, Chad e Black Monday.
Per il cinema ha anche recitato in Tag (2015), Searching (2018), Big Time Adolescence (2019) e North Hollywood (2021).

## Filmografia

### Attore

#### Cinema
- Microeconomics, regia di Aneesh Chaganty - cortometraggio (2012)
- The Last Time You Had Fun, regia di Mo Perkins (2014)
- Tag, regia di Danny Roth (2015)
- Scuola media: gli anni peggiori della mia vita (Middle School: The Worst Years of My Life), regia di Steve Carr (2016)
- Searching, regia di Aneesh Chaganty (2018)
- Giovani e felici (Big Time Adolescence), regia di Jason Orley (2019)
- North Hollywood, regia di Mikey Alfred (2021)
- CausePlay IRL: St Jude X Fortnite, regia di Landon Donoho - cortometraggio (2021)

#### Televisione
- Conan – serie TV, 1 episodio (2012)
- Body of Proof – serie TV, 1 episodio (2013)
- The New Normal – serie TV, 2 episodi (2012-2013)
- New Girl – serie TV, 1 episodio (2013)
- Sam & Cat (Sam and Cat) – serie TV, 1 episodio (2013)
- I miei peggiori amici (Friends with Better Lives) – serie TV, 1 episodio (2014)
- Grey's Anatomy – serie TV, 5 episodi (2014)
- Anger Management – serie TV, 1 episodio (2014)
- Shameless – serie TV, 1 episodio (2015)
- I Thunderman (The Thundermans) – serie TV, 1 episodio (2015)
- Resident Advisors, regia di Ira Ungerleider – miniserie TV, 1 episodio (2015)
- Wet Hot American Summer: First Day of Camp – serie TV, 7 episodi (2015)
- The League – serie TV, 1 episodio (2015)
- American Horror Story – serie TV, 3 episodi (2015)
- Kirby Buckets – serie TV, 2 episodi (2016)
- Preacher – serie TV, 2 episodi (2016)
- Another Period – serie TV, 1 episodio (2016)
- Tween Fest – serie TV, 2 episodi (2016)
- Giorno per giorno (One Day at a Time) – serie TV, 2 episodi (2017)
- Ryan Hansen Solves Crimes on Television – webserie, 1 episodio (2017)
- The Mick – serie TV, 37 episodi (2017-2018)
- Champaign ILL – serie TV, 1 episodio (2018)
- The Kids Are Alright – serie TV, 3 episodi (2018-2019)
- Arrested Development - Ti presento i miei (Arrested Development) – serie TV, 3 episodi (2019)
- Schooled – serie TV, 5 episodi (2019-2020)
- The Real Bros of Simi Valley – serie TV, 4 episodi (2020)
- Chad – serie TV, 6 episodi (2021)
- Black Monday – serie TV, 6 episodi (2021)

### Doppiatore
- Summer Memories, regia di Adam Yaniv - cortometraggio (2015)
- Clarence – serie TV, 1 episodio (2014)
- Solar Opposites – serie TV, 4 episodi (2020-2021)
- Ron - Un amico fuori programma (Ron's Gone Wrong), regia di Sarah Smith, Jean-Philippe Vine ed Octavio E. Rodriguez (2021)

## Doppiatori italiani
Nelle versioni in italiano delle opere in cui ha recitato,  Thomas Barbusca è stato doppiato da:
- Lorenzo D'Agata in Scuola media: gli anni peggiori della mia vita
- Riccardo Suarez in The Mick
- Andrea Di Maggio in Wet Hot American Summer: First Day of Camp

## Riconoscimenti
- 2013 – Young Artist Award
  - Nomination Miglior performance in una serie televisiva – Giovane attore guest star di anni 10 o meno per The New Normal
- 2014 – Young Artist Award
  - Nomination Miglior performance in una serie televisiva – Giovane attore guest star di anni 10 o meno per The New Normal
- 2015 – Young Artist Award
  - Miglior performance in una serie televisiva – Giovane attore ricorrente di anni 10 o meno per Grey's Anatomy
  - Nomination Miglior performance in una serie televisiva – Giovane attore guest star di anni 10 o meno per I miei peggiori amici
- 2016 – Young Artist Award
  - Nomination Miglior performance in una serie televisiva – Giovane attore ricorrente (13 anni o meno) per American Horror Story
  - Nomination Miglior performance in una pubblicità televisiva per Peter Pan Reunion
- 2017 – Young Artist Award
  - Nomination Best Performance in a Feature Film – Supporting Teen Actor per Middle School: The Worst Years of My Life
- 2016 – Young Entertainer Award
  - Nomination Best Supporting Young Actor – Television Movie, Mini Series or Special per Wet Hot American Summer: First Day of Camp
  - Nomination Best Guest Starring Young Actor 11 & Under – Television Series per The League
- 2017 – Young Entertainer Award
  - Nomination Best Young Ensemble Cast – Feature Film per Middle School: The Worst Years of My Life (con Griffin Gluck, Isabela Merced e Alexa Nisenson)